# Quanno chiove
Quanno chiove è una canzone col testo in napoletano del cantautore Pino Daniele incisa nel 1980.

## Descrizione
La protagonista del brano è una prostituta e il racconto descrive la sua giornata con la speranza che lei abbia un futuro più radioso rispetto alla dura vita che conduce.

## Formazione
- Pino Daniele - voce, chitarra acustica
- Gigi De Rienzo - basso
- Agostino Marangolo - batteria
- Ernesto Vitolo - tastiera
- James Senese - sassofono tenore

## Cover
Una cover di Quanno chiove è stata registrata da Mina per l'album Napoli del 1996.
Fra gli altri interpreti ad avere interpretato una propria versione del brano si possono citare Giorgia, Mario Trevi ed Eros Ramazzotti (durante il tour negli stadi in trio con lo stesso bluesman napoletano e Jovanotti nel 1994); è stata anche tradotta in inglese (con il titolo It's Raining), cantata da Mia Cooper, nonché da Randy Crawford (insieme allo stesso Pino Daniele, nell'album Through The Eyes Of Love). È stata tradotta in portoghese ed interpretata nel 1994 dalla cantante brasiliana Patrícia Marx (con il titolo "Quando Chove").